# Эро, Жан-Марк
Жан-Марк Эро́ (фр. Jean-Marc Ayrault [ɛˈʁo]; род. 25 января 1950 в Молеврие, департамент Мен и Луара, Франция) — французский государственный и политический деятель. Член Социалистической партии. Мэр Сен-Эрблена с 14 марта 1977 по 20 марта 1989 года. Мэр Нанта с 20 марта 1989 по 21 июня 2012 года. Премьер-министр Франции с 15 мая 2012 по 31 марта 2014 года. Министр иностранных дел Франции с 11 февраля 2016 по 10 мая 2017 года.

## Биография
Жан-Марк Эро родился 25 января 1950 года, в Молеврие (департамент Мен и Луара и был старшим из пяти детей в семье Жозефа Эро, бывшего сельскохозяйственного рабочего, который впоследствии был занят на текстильной фабрике, и Жоржетты Узено, бывшей швеи, которая позднее стала домохозяйкой.
Своё раннее образование получил в католической начальной школе Святого Иосифа в Молеврие, после чего, в период между 1961 и 1968 годами, он учился в лицее Кольбера, в Шоле. Впоследствии он изучал немецкий язык в Нантском университете. В 1969—1970 годах обучался в Вюрцбурге в Южной Германии.  Он остался в районе Нанта на год испытательного срока учительства, которое было проведено в Резе. Между 1973 годом и своим избранием в Национальное собрание в 1986 году он работал учителем немецкого языка в соседнем Сен-Эрблене.
Политически Эро начинал в движении молодых христиан, а попав после 1971 года в Социалистическую партию, был близок к деятелю её левого крыла Жану Поперену.

## Политическая карьера

### Депутатская карьера

#### Национальное собрание Франции
Председатель парламентской фракции социалистов в Национальном Собрании Франции в 1997—2012 годах (стал премьер-министром). Переизбран в 2002, 2007 годах.
Член Национального Собрания Франции от департамента Атлантическая Луара (3-й избирательный округ): в 1986—2012 (стал премьер-министром). Избран в 1986 году, переизбран в 1988, 1993, 1997, 2002, 2007 годах.

### Генеральный совет
Генеральный советник департамента Атлантическая Луара: 1976—1982 годах.

### Муниципальный совет
Мэр города Нант: Начиная с 20 марта 1989 года. Переизбран в 1995, 2001, 2008 годах.
Муниципальный советник Нанта: Начиная с 20 марта 1989 года. Переизбран в 1995, 2001, 2008 годах.
Мэр Сен-Эрблена: в 1977—1989 годах. Переизбран в 1983 году.
Муниципальный советник Сен-Эрблена: в 1977—1989. Переизбран в 1983 году.

### Городское сообщество
Президент городского сообщества Нант-Метрополь: начиная с 2002 года. Переизбран в 2008 году.
Член совета сообщества Нант-Метрополь: начиная с 2002 года. Переизбран в 2008 году.

### Правительственная карьера
15 мая 2012 года назначен премьер-министром Франции новым президентом Франции Франсуа Олландом.
31 марта 2014 года Жан-Марк Эйро подал в отставку в связи с провалом социалистов на муниципальных выборах.
11 февраля 2016 года назначен министром иностранных дел после отставки Лорана Фабиуса.

## Первый состав правительства Жана-Марка Эйро: 16 мая — 18 июня 2012

### Премьер-министр
- Жан-Марк Эйро — Премьер-министр Франции.

### Министры
- Лоран Фабиус — министр иностранных дел;
- Венсан Пейон — министр национального образования;
- Кристиан Тобира — хранитель печатей, министр юстиции;
- Пьер Московиси — министр экономики, финансов и внешней торговли;
- Марисоль Турен — министр социальных дел и здравоохранения;
- Сесиль Дюфло — министр жилищного строительства и равных территорий;
- Мануэль Вальс — министр внутренних дел;
- Николь Брик — министр экологии, энергетики и устойчивого развития;
- Арно Монтебур — министр промышленного восстановления;
- Мишель Сапен — министр труда, занятости и социального диалога;
- Жан-Ив Ле Дриан — министр обороны;
- Орели Филиппетти — министр культуры и массовых коммуникаций;
- Женевьев Фьоразо — министр высшего образования и исследований;
- Нажат Валло-Белькасем — министр по правам женщин и пресс-секретарь правительства;
- Стефан Ле Фоль — министр сельского хозяйства и агропромышленного комплекса;
- Марилиз Лебраншю — министр государственной реформы, децентрализации и государственной службы;
- Викторен Люрель — министр заморских территорий;
- Валери Фурнерон — министр по делам спорта, молодёжи, народного образования и общественной жизни.

### Министры-делегаты
- Жером Каюзак — министр-делегат бюджета (в подчинении министра экономики, финансов и внешней торговли);
- Жорж По-Ланжевен — министр-делегат успешного образования (в подчинении министра национального образования);
- Ален Видали — министр-делегат по связям с парламентом (в подчинении премьер-министра);
- Дельфин Бато — министр-делегат по делам юстиции (в подчинении министра юстиции);
- Франсуа Лами — министр-делегат по делам городов (в подчинении министра жилищного строительства и равных территорий);
- Бернар Казнёв — министр-делегат по европейским делам (в подчинении министра иностранных дел);
- Мишель Делоне — министр-делегат по делам пожилых людей и зависимости (в подчинении министра социальных дел и здравоохранения);
- Сильвия Пинель — министр-делегат ремесел, торговли и туризма (в подчинении министра промышленного восстановления);
- Бенуа Амон — министр-делегат по делам экономической и социальной солидарности (в подчинении министра экономики, финансов и внешней торговли);
- Доминик Бертинотти — министр-делегат по вопросам семьи (в подчинении министра социальных дел и здравоохранения);
- Мари-Арлетт Карлотти — министр-делегат по делам инвалидов (в подчинении министра социальных дел и здравоохранения);
- Паскаль Канфен — министр-делегат по делам развития (в подчинении министра иностранных дел);
- Ямина Бангиги — министр-делегат по делам французских граждан за рубежом и франкофонии (в подчинении министра иностранных дел);
- Фредерик Кювие — министр-делегат транспорта и морского хозяйства (в подчинении экологии, энергетики и устойчивого развития);
- Флёр Пеллеран — министр-делегат по делам малого и среднего бизнеса, инноваций и цифровой экономики (в подчинении министра промышленного восстановления);
- Кадер Ариф — министр-делегат по делам ветеранов (в подчинении министра обороны).

## Второй состав правительства Жана-Марка Эйро: 21 июня 2012 — 31 марта 2014
Действующий премьер-министр Жан-Марк Эро был повторно назначен премьер-министром 18 июня 2012 года. Это его второе правительство, назначенное президентом Республики Франсуа Олландом.

### Премьер-министр
- Жан-Марк Эйро — Премьер-министр Франции.

### Министры
- Лоран Фабиус — министр иностранных дел;
- Венсан Пейон — министр национального образования;
- Кристиан Тобира — хранитель печатей, министр юстиции;
- Пьер Московиси — министр экономики и финансов;
- Марисоль Турен — министр социальных дел и здравоохранения;
- Сесиль Дюфло — министр жилищного строительства и равных территорий;
- Мануэль Вальс — министр внутренних дел;
- Дельфин Бато — министр экологии, энергетики и устойчивого развития (с 3 июля 2013 года — Филипп Мартен);
- Арно Монтебур — министр промышленного восстановления;
- Николь Брик — министр внешней торговли;
- Мишель Сапен — министр труда, занятости, профессиональной подготовки и социального диалога;
- Жан-Ив Ле Дриан — министр обороны;
- Орели Филиппетти — министр культуры и массовых коммуникаций;
- Женевьев Фьоразо — министр высшего образования и исследований;
- Нажа Валлё-Белькасем — министр по правам женщин и пресс-секретарь правительства;
- Стефан Ле Фоль — министр сельского хозяйства и агропромышленного комплекса;
- Марилиз Лебраншю — министр государственной реформы, децентрализации и государственной службы;
- Викторен Люрель — министр заморских территорий;
- Сильвия Пинель — министр по делам ремесел, торговли и туризма;
- Валери Фурнерон — министр по делам спорта, молодёжи, народного образования и общественной жизни.

### Министры-делегаты
- Жером Каюзак — министр-делегат бюджета (в подчинении министра экономики, финансов и внешней торговли) — до 19 марта 2013 года;
- Жорж По-Ланжевен — министр-делегат успешного образования (в подчинении министра национального образования);
- Ален Видали — министр-делегат по связям с парламентом (в подчинении премьер-министра);
- Франсуа Лами — министр-делегат по делам городов (в подчинении министра жилищного строительства и равных территорий);
- Бернар Казнёв — министр-делегат по европейским делам (в подчинении министра иностранных дел); с 19 марта 2013 года — министр делегат бюджета;
- Мишель Делоне — министр-делегат по делам пожилых людей и зависимости (в подчинении министра социальных дел и здравоохранения);
- Бенуа Амон — министр-делегат по делам экономической и социальной солидарности (в подчинении министра экономики, финансов и внешней торговли);
- Доминик Бертинотти — министр-делегат по вопросам семьи (в подчинении министра социальных дел и здравоохранения);
- Мари-Арлетт Карлотти — министр-делегат по делам инвалидов (в подчинении министра социальных дел и здравоохранения);
- Тьерри Репентен — министр-делегат по подготовке кадров и обучения (в подчинении министра труда, занятости, профессиональной подготовки и социального диалога);
- Паскаль Канфен — министр-делегат по делам развития (в подчинении министра иностранных дел);
- Ямина Бангиги — министр-делегат по делам франкофонии (в подчинении министра иностранных дел);
- Фредерик Кювие — министр-делегат транспорта, по делам моря и рыболовства (в подчинении экологии, энергетики и устойчивого развития);
- Флёр Пеллере — министр-делегат по делам малого и среднего бизнеса, инноваций и цифровой экономики (в подчинении министра промышленного восстановления);
- Кадер Ариф — министр-делегат по делам ветеранов (в подчинении министра обороны).

## Критика
В 2012 году Жерар Депардьё послал Эро открытое письмо (приложив к нему паспорт и социальную карту), опубликованное в воскресной газете Le Journal du Dimanche, где дал премьер-министру довольно нелестную оценку:

Кто вы такой, чтобы так меня судить, я спрашиваю вас, Эро, премьер-министр Франсуа Олланда, я спрашиваю вас: кто вы такой?.. Я никого не убивал, мне кажется, я не совершал недостойных поступков, за 45 лет я заплатил 145 млн евро налогов, предоставляю рабочие места для 80 человек. Меня не надо ни жалеть, ни хвалить, но я не приемлю слова «жалкий».

Это письмо было написано в ответ на слова Эро по «жалкую попытку» Жерара Депардьё уйти от уплаты налогов. Впоследствии, Депардьё не раз упоминал Эро в негативном ключе.